# Залюбовский, Григорий Антонович
Григорий Антонович Залюбовский (1836 — 10 (22) января 1898, Екатеринослав) — русский писатель и общественный деятель.

## Биография
Происхождение и место рождения будущего писателя и общественного деятеля неизвестно. Предполагают, что он родом из Екатеринослава.
В сентябре 1845 года Г. Залюбовский поступил в Екатеринославскую школу, где проучился всего год.
В 1846 году стал учеником второго класса Екатеринославской гимназии, закончил её в 1852.
В 1854 году под влиянием старшего брата, студента математического факультета, Григорий поступил на научный факультет Харьковского университета. Спустя два года покинул университет из-за невозможности оплачивать обучение.
Некоторое время работал канцелярским служащим Екатеринославской палаты окружного суда, затем — директором Новомосковской еврейской школы.
В 1862 году поступил на филологический факультет Харьковского университета.
Умер 10 (22) января 1898 года в Екатеринославе. Место захоронение не известно.

## Общественная деятельность
Был популярен в местном обществе, в котором известен под именем «литературный батько».
Деятельности Г. Залюбовского город обязан учреждением городской общественной библиотеки.
Г. Залюбовскому принадлежат ценные этнографические работы, упоминаемые в трудах известных южно-русских этнографов.